# Glavendruplunden
Glavendruplunden er en mindelund i Nordfyns Kommune mellem Skamby og Søndersø i et fladt markområde. Lunden huser Glavendrupstenen, der har den længste runeindskrift (210 runer), der er fundet på en runesten i Danmark, samt seks andre mindesten.
Glavendrupstenen står for enden af en ca. 132 m lang og 12 m bred skibssætning, der blev fredet i 1864. Fredningen blev gennemført dels som følge af sandgravning, dels som følge af at sten i lunden blev kløvet og anvendt som byggemateriale.
Runestenen blev opdaget i 1794, og siden 1915 har lunden huset flere forsamlingshuse; det sidste blev  revet ned i 1985. Ved udgravningen af skibssætningen i slutningen af 1800-tallet fandt man foruden to ildsteder også ni grave, hvor de døde var brændt.
Skibssætningen er sammenbygget med en rundhøj fra bronzealderen, Rævehøj, som allerede lå på stedet, da skibssætningen blev sat. I 1907 blev der plantet træer omkring lunden. Tanken var at anvende stedet til f.eks. fejring af Grundlovsdag.
Frem til 1999 var lunden ejet af den private Foreningen Glavendruplundstenen, som overdrog ejerskabet til Søndersø Kommune (siden 2007 del af Nordfyns Kommune).
Tryggevældestenen er angiveligt rejst af den samme kvinde.

## Mindestenene
- Grundloven af 5. juni 1915, hvor kvinder fik stemmeret
- Befrielsen 4. maj 1945
- Genforeningen i 1920: Stenen blev afsløret på 70-årsdagen for Slaget på Isted Hede.[1]
- Ansgar
- 400-året for Reformationen
- Mads K. Rasmussen, lokal gårdejer og mangeårig vogter af Glavendruplunden